# Brigach (St. Georgen im Schwarzwald)
Brigach ist ein Stadtteil von St. Georgen im Schwarzwald im Schwarzwald-Baar-Kreis in Baden-Württemberg.

## Wappen
Beschreibung: Über einem blauen Schildfuß mit silbernem Wellenbalken in gespaltenem Schild vorne in Gold eine grüne Tanne mit schwarzem Stamm, hinten in Rot ein silbernes Hufeisen mit nach unten gekehrten Stollen.

## Geschichte
Die erste urkundliche Erwähnung von Brigach erfolgte im Jahr 1337 anlässlich des Tauschs von Leibeigenen der Klöster Reichenau und St. Georgen. Brigach wurde nach dem Donauzufluss und der Quelle Brigach benannt. Allerdings wechselten eine Reihe von Namen wie zum Beispiel Brigana, Brigil, Brigene oder Briggen. Brigachs Geschichte hing eng mit der Geschichte des Klosters Sankt Georgen zusammen. Schon sehr früh wurden in Brigach Bauernhöfe errichtet, die einen Teil ihrer Ernte und ihrer Hühner an das Kloster abtreten mussten. Außerdem mussten die Hofbesitzer Frondienste leisten sowie Hellerzinsen zahlen. Von 1648 bis 1810 gehörte Brigach zum Kloster St. Georgen und war somit württembergisch. Danach gehörte Brigach zu Hornberg und wurde im Grenzvertrag zwischen Württemberg und Baden somit badisch. Ab dem Jahre 1857 unterstand Brigach dem Bezirksamt Triberg und ab 1864 dem Bezirksamt Villingen. Am 1. Januar 1972 wurde Brigach in die Stadt St. Georgen im Schwarzwald eingemeindet.

## Verwaltung
Brigach, St. Georgens zweitgrößter Stadtteil, beinhaltet die Ortsteile Brigach, Sommerau und Brigacher Stockwald.